# Чундозеро
Чундозеро — озеро на территории Валдайского сельского поселения Сегежского района Республики Карелии.

## Общие сведения
Площадь озера — 1,2 км². Располагается на высоте 117,2 метров над уровнем моря.
Форма озера лопастная (разделено узкими перешейками на четыре плёса), продолговатая (вытянуто с запада на восток). Берега сильно изрезанные, каменисто-песчаные, возвышенные.
Через озеро протекает река Габ, которая, протекая ниже через Габозеро, впадает в озеро Ильино, через которое протекает река Сума, впадающая в Онежскую губу Белого моря (Поморский берег).
В озере более десятка безымянных островов различной площади, однако их количество может варьироваться в зависимости от уровня воды.
Код объекта в государственном водном реестре — 02020001411102000008974.